# Erling Bjøl
Erling Bjøl (* 11. Dezember 1918 in Kalundborg; † 22. Dezember 2023 in Saint-Germain-en-Laye) war ein dänischer Journalist, Historiker und Politikwissenschaftler.

## Leben und Wirken
Nach seiner Reifeprüfung am Gymnasium in Rungsted 1937 studierte Erling Bjøl Vergleichende Literaturwissenschaft an der Universität Kopenhagen und schloss sein Studium 1948 mit der Magisterprüfung ab. Seit 1938 war er bereits als Journalist auf dem Gebiet der Außenpolitik tätig, zuerst für United Press International (UPI) in Kopenhagen, ab 1942 bei der Zeitung Nationaltidende als deren Korrespondent in Stockholm. 1944 arbeitete er bei der BBC in London, 1945 in Paris. Nach dem Zweiten Weltkrieg arbeitete er insgesamt 14 Jahre für die Zeitung Dagbladet Information, außerdem von 1949 bis 1951 als Korrespondent von Danmarks Radio bei den Vereinten Nationen in New York. Ab 1959 war er außenpolitischer Mitarbeiter der Zeitung Politiken.
Ab 1963 lehrte Erling Bjøl Politikwissenschaft, insbesondere Internationale Beziehungen, an der Universität Aarhus, wo er 1966 den Doktorgrad erwarb und 1967 den Professorentitel erhielt. 1983 trat er in den Ruhestand. Wegen seiner vielfältigen Erfahrungen auf dem Gebiet der Außen- und Europapolitik wurde er oft als „Mr. Europe“ bezeichnet. Er erreichte ein sehr hohes Alter und starb mit 105 Jahren.
1974 wurde er Mitglied der Königlich Dänischen Akademie der Wissenschaften.

## Veröffentlichungen (Auswahl)
- La France devan l’Europe. La politique européenne de la 4. République. Munksgaard, Copenhague 1966 (= Dissertation Universität Aarhus).
- The power of the weak. In: Cooperation and conflict. Band 3, 1968, S. 157–168.
- The USSR, detente and the future of NATO. In: Orbis. Band 13, 1969, S. 223–236.
- The small state in international politics. In: August Schou (Hrsg.): Small states in international relations (= Proceedings of Nobel Symposium. Band 17). Almqvist & Wiksell, Stockholm 1971, S. 29–37.
- (Mitautor): … plus vier. Großbritannien, Irland, Norwegen und Dänemark – die Neuen der Gemeinschaft (= Europäische Schriften des Bildungswerks Europäische Politik. Band 33). Europa-Union Verlag, Bonn 1972.
- mit Peter Hansen und Niels Arnstrup: Verdenspolitik. 4. Auflage. Gyldendal, Copenhagen 1974, ISBN 87-00-74772-6.
- (Mitautor): Danmark mellem supermagterne. Dde kommende års sikkerhedspolitiske miljø. Det Udenrigspolitiske Selskab, Albertslund 1976, ISBN 87-422-6225-9.
- mit Norman Macrae: A longer-term perspective on international stability. Thirteen propositions. In: Nationaløkonomisk tidsskrift. Band 114, 1976, S. 158–168.
- Verdenshistorien efter 1945. Drei Bände. Politikens Forlag, København 1978 (der vierte Band erschien 1989).
- Vor tids kultur historie. Drei Bände. Politikens Forlag,  København 1978.
- (Mithrsg.): The Scandinavian Allies and the European Community. Queen’s University, Kingston/Ontario 1978.
- (Mitautor): Eurokommunismens vaekst og krise. Politica, Aarhus 1980.
- Hvem bestemmer? Studier i den udenrigspolitiske beslutningsproces / Wer bestimmt? Studien zum außenpolitischen Entscheidungsprozeß. Jurist- og Økonomforb. Forlag, København 1983, ISBN 87-574-3010-1.
- Nordic security (= Adelphi paper. Band 181). International Institute for Strategic Studies, London 1983, ISBN 0-86079-067-3.
- De nye russere. Politikens Forlag, Copenhagen 1986, ISBN 87-567-4178-2.
- Denmark between Scandinavia and Europe? In: International affairs. Band 62, 1986, S. 601–617.
- Set i bakspejlet. Erindringer fra 30’rne, 40’rne & 50’rne. Politikens Forlag, København 1993, ISBN 87-567-5249-0 (Lebenserinnerungen, Teil 1).
- Fra magtens korridorer. Erindringer fra 60’erne, 70’erne & 80’erne. Politikens Forlag, København 1994, ISBN 87-567-5414-0 (Lebenserinnerungen, Teil 2).
- I min tid. Artikler og tilbageblik 1938–2011. Politikens Forlag, København 2011, ISBN 978-87-400-0229-4 (gesammelte Artikel und Aufsätze).

Außerdem zahlreiche weitere Schriften in dänischer Sprache.
Festschrift
- Herbert Punik (Hrsg.): Bjøl. Et festskrift til Erling Bjøl. Universitetsforlag, Aarhus 1999, ISBN 87-7288-832-6 (Bibliographie seiner Schriften, S. 198ff.).